# Косиха (Костромская область)
Косиха — деревня в составе Шангского сельского поселения Шарьинского района Костромской области России.

## География
Расположена на автодороге Урень — Шарья — Никольск — Котлас Р157, на берегу реки Ветлуга.

## История
Согласно Спискам населенных мест Российской империи в 1872 году деревня относилась к 3 стану Ветлужского уезда Костромской губернии. В ней числилось 20 дворов, проживало 52 мужчины и 56 женщин.
Согласно переписи населения 1897 года в деревне проживало 155 человек (62 мужчины и 93 женщины).
Согласно Списку населенных мест Костромской губернии в 1907 году деревня относилась к Шангско-Городищенской волости Ветлужского уезда Костромской губернии. По сведениям волостного правления за 1907 год в деревне числилось 30 крестьянских дворов и 230 жителей. В деревне имелась кузница. Основным занятием жителей деревни был лесной промысел. Отмечалось, что при деревне находилась усадьба Ново-Александрово.

## Население
| 2008 | 2010 | 2014 |
| ---- | ---- | ---- |
| 3    | ↘0   | ↗1   |